# Happy, Texas
Happy, Texas ist eine US-amerikanische Kriminalkomödie aus dem Jahr 1999. Regie führte Mark Illsley, der auch den Film mitproduzierte und gemeinsam mit Ed Stone und Phil Reeves das Drehbuch schrieb.

## Handlung
Wayne Wayne Wayne junior, Harry Sawyer und noch ein dritter Häftling fliehen aus dem Gefängnis. Wayne junior und Sawyer reisen in einem gestohlenen Wagen in den kleinen Ort Happy (Texas), wo sie für die erwarteten homosexuellen Veranstalter eines Schönheitswettbewerbs – die wahren Autobesitzer – gehalten werden. Sie nutzen diese Annahme als Tarnung und bereiten einen Banküberfall vor.
Der örtliche Polizist Chappy Dent erweist sich als homosexuell. Er findet Sawyer attraktiv während beide Häftlinge mit ortsansässigen Frauen flirten.

## Kritiken
Roger Ebert schrieb in der Chicago Sun-Times vom 8. Oktober 1999, die Darstellung von Steve Zahn sei besonders witzig. Jene von William H. Macy wirke ruhiger und ernsthafter – seine Mimik trage Szenen, in denen keine Dialoge funktionieren würden.
Das Lexikon des internationalen Films schrieb, der Film sei eine „unoriginell inszenierte Independent-Komödie, die die Konfrontation vermeintlicher Homosexualität mit wahren homoerotischen Gefühlen nur für Lacher“ benutze sowie „den reinen Toren einmal mehr als unreflektierte Identifikationsfigur“ ausstelle. Die Darsteller seien zwar „überzeugend“ und würden „für bescheidenen Unterhaltungswert“ sorgen, dies könne dennoch nicht „über die Belanglosigkeit des Films hinwegtäuschen“.

## Auszeichnungen
Mark Illsley erhielt im Jahr 1999 den Publikumspreis des Filmfestivals Sudbury Cinéfest; er wurde für den Großen Sonderpreis des Deauville Film Festivals und für einen Preis des deutschen International Gay & Lesbian Film Festival (Verzaubert) nominiert. Steve Zahn gewann 1999 einen Preis des Sundance Film Festivals, Mark Illsley wurde für einen weiteren Preis dieses Festivals nominiert.
William H. Macy gewann im Jahr 2000 den Golden Satellite Award, Steve Zahn wurde für den gleichen Preis nominiert. Steve Zahn gewann 2000 den Independent Spirit Award. William H. Macy wurde 2000 für den American Comedy Award nominiert. Scarlett Pomers gewann 2000 den Young Artist Award. Jeremy Northam gewann 2000 den London Critics Circle Film Award. Der Film wurde 2000 für den GLAAD Media Award nominiert.

## Hintergründe
Der Film wurde in Piru (Kalifornien) gedreht. Seine Produktionskosten betrugen schätzungsweise 1,7 Millionen US-Dollar. Die Weltpremiere fand im Januar 1999 auf dem Sundance Film Festival statt, dem im September 1999 das World Film Festival und das Toronto International Film Festival folgten. Der Film spielte in den Kinos der USA ca. 1,94 Millionen US-Dollar ein.